# Gamaches-en-Vexin
Gamaches-en-Vexin is een gemeente in het Franse departement Eure (regio Normandië) en telt 329 inwoners (1999). De plaats maakt deel uit van het arrondissement Les Andelys.

## Geografie
De oppervlakte van Gamaches-en-Vexin bedraagt 8,7 km², de bevolkingsdichtheid is 37,8 inwoners per km².
De onderstaande kaart toont de ligging van Gamaches-en-Vexin met de belangrijkste infrastructuur en aangrenzende gemeenten.

## Demografie
Onderstaande figuur toont het verloop van het inwonertal (bron: INSEE-tellingen).